# Hans Kunath
Hans Kunath (* 26. März 1899 in Versbach; † 16. April 1979 in Lohr am Main) war ein deutscher Politiker (SPD). Er war von 1946 bis 1954 Mitglied des Bayerischen Landtages.

## Leben
Kunath machte eine Lehre als Steinmetz und Bildhauer und wurde 1913 Mitglied der Sozialistischen Arbeiterjugend. Ab 1917 nahm er als Soldat am Ersten Weltkrieg teil. Er trat 1919 in die SPD ein und arbeitete von 1920 bis 1923 im Baugewerbe in Holland. Nach seiner Rückkehr wurde er gewerkschaftlich aktiv und besuchte von 1930 bis 1931 die Bundesschule des Allgemeinen Deutschen Gewerkschaftsbundes in Berlin-Bernau. Als SPD-Funktionär wurde er 1933 mehrfach verhaftet. Bis 1934 war er in der Dombauhütte Würzburg an der Restaurierung des Doms beteiligt und war anschließend von 1934 bis 1938 Organisationsleiter der Volksfürsorgeversicherungen in Würzburg und Schweinfurt. Ab 1938 war er Inspektor der Beamtenversicherung in Aschaffenburg. Von 1939 bis 1945 nahm er als Soldat am Zweiten Weltkrieg teil, war jedoch aufgrund einer Malaria-Erkrankung längere Zeit in einem Lazarett. Nach dem Krieg war er von 1945 bis 1958 Verwaltungsstellenleiter und später Verwaltungsdirektor der Allgemeinen Ortskrankenkasse Aschaffenburg. In Aschaffenburg war er außerdem Bezirksvorsitzender der SPD und von 1945 bis 1958 zudem Mitglied des Aschaffenburger Stadtrates. Im Jahr 1963 zog er nach Lohr am Main.
Kunath war im Jahr 1946 Mitglied der Verfassungsgebenden Versammlung Bayerns und vom 16. Dezember 1946 bis zum 12. Dezember 1954 für den Wahlkreis Unterfranken Mitglied des Bayerischen Landtages sowie der dortigen SPD-Fraktion. Im Landtag war er des Weiteren Mitglied des Ausschusses für Staatshaushalt und Finanzfragen, des Ausschusses für sozialpolitische Fragen sowie Mitglied des Zwischenausschusses.